# Ли, Мишель
Мишель Ли (англ. Michele Lee; род. 24 июня 1942, Лос-Анджелес, Калифорния) — американская актриса, певица, продюсер и режиссёр, наиболее известная по роли Карен Макензи в длительной прайм-тайм мыльной опере канала CBS «Тихая пристань», в котором она снималась с 1979 по 1993 год, появившись во всех 344 эпизодах шоу. Эта роль принесла ей номинацию на «Эмми» в 1982 году, а также пять премий «Дайджеста мыльных опер». Также Ли выступала на бродвейской сцене и была дважды номинирована на премию «Тони».

## Биография
Ли родилась в Лос-Анджелесе, Калифорния. Она имеет русские, венгерские и польские корни. Мишель дебютировала в фильме «Как преуспеть в бизнесе, ничего не делая», затем добилась успеха в фильмах «Влюбленная малютка» (1968) и «Комик» (1969), оба из которых имели успех в прокате. В 1974 году она получила номинацию на премию «Тони» за выступление в мюзикле Seesaw.
Мишель Ли наиболее известна по роли в сериале «Тихая пристань», который стал одной из самых продолжительных драм на телевидении, прожив 14 сезонов: с 1979 по 1993 год. Долгое время актрисе принадлежал рекорд по игре одного персонажа в прайм-тайм на протяжении 14 лет, но в 2008 году Эпата Меркерсон сдвинула её с этого места. Ли получила номинацию на премию «Эмми» в категории за «Лучшую женскую роль в драматическом телесериале» в 1982 году, а также выиграла ещё несколько премий.
Когда сериал закончился, Ли снялась в нескольких сделанных для телевидения фильмах. Она исполнила главную роль в биографическом фильме «Большие мечты и разбитые сердца: История Дотти Уэст» в 1994 году, а также в драме «Мой любимый тон» в 1996 году. В 2000-х годах актриса появилась на экранах всего трижды: в фильме «А вот и Полли» в 2004 году, и год в эпизодах сериалов «Уилл и Грейс» и «Сваха». Она вернулась на бродвей с пьесой The Tale of the Allergists Wife, получив ещё одну номинацию на «Тони».
В 1998 году Ли была удостоена собственной звезды на голливудской «Аллее славы».

## Избранная фильмография
| Год       |    | Русское название                              | Оригинальное название                                   | Роль                  |
| --------- | -- | --------------------------------------------- | ------------------------------------------------------- | --------------------- |
| 1961      | с  | Бен Кейси                                     | Ben Casey                                               | медсестра             |
| 1967      | ф  | Как преуспеть в бизнесе, ничего не делая      | How to Succeed in Business Without Really Trying        | Розмари Пилкингтон    |
| 1969      | ф  | Фольксваген-жук                               | The Love Bug                                            | Кэрол Беннет          |
| 1970—1972 | с  | Доктор Маркус Уэлби                           | Marcus Welby, M.D.                                      | Кейти / Ровена Данси  |
| 1977—1982 | с  | Лодка любви                                   | The Love Boat                                           | разные персонажи      |
| 1979—1993 | с  | Тихая пристань                                | Knots Landing                                           | Карен Фергейт Макензи |
| 1995      | тф | Большие мечты и разбитые сердца               | Big Dreams & Broken Hearts: the Dottie Story West       | Дотти Уэст            |
| 2003      | с  | Сваха                                         | Miss Match                                              | Сэнди                 |
| 2004      | ф  | А вот и Полли                                 | Along Came Polly                                        | Вивиан Феффер         |
| 2005      | с  | Уилл и Грейс                                  | Will & Grace                                            | Люсиль                |
| 2010      | мс | Гриффины                                      | Family Guy                                              | Эстель Льюис          |
| 2013      | с  | Как прожить с родителями всю оставшуюся жизнь | How to Live with Your Parents for the Rest of Your Life | Кэролайн              |